# Greatest Hits Live! (wideo Saxon)
Greatest Hits Live! – trzecie wideo heavymetalowego zespołu Saxon wydane w 1989 roku przez wytwórnię Castle Communications.

## Lista utworów
1. „Opening Theme” – 1:27
2. „Heavy Metal Thunder” – 4:21
3. „Rock'n'Roll Gypsy” – 4:14
4. „And the Bands Played On” – 2:47
5. „Twenty Thousand Feet” – 3:25
6. „Ride like the Wind” (cover Christophera Crossa) – 4:10
7. „Motor Cycle Man” – 4:00
8. „747 (Strangers in the Night)” – 4:59
9. „See the Light Shinin'” – 4:55
10. „Frozen Rainbow” – 4:37
11. „Strong Arm of the Law” – 4:43
12. „Princess of the Night” – 4:01
13. „Wheels of Steel” – 5:58
14. „Denim & Leather” – 5:24
15. „Crusader” – 6:34
16. „Rockin' Again” – 5:11
17. „Back on the Streets Again” – 5:03

## Twórcy
- Biff Byford – śpiew
- Graham Oliver – gitara
- Paul Quinn – gitara
- Nibbs Carter – gitara basowa
- Nigel Glockler – perkusja